# Svenskar i Världen
Svenskar i Världen (SVIV) en ideell och politiskt oberoende organisation som har funnits sedan 1938. Genom påverkansarbete, information, råd och stöd gör organisationen det enklare för svenskar att studera, arbeta eller av andra skäl bo utomlands, men också att flytta hem igen.
Organisationen verkar också för att svenskarnas internationella erfarenhet och kompetens ska tas tillvara på bästa möjliga vis. 

## Historik
Organisationen grundades 1938 som Utlandssvenskarnas förening med uppgift att ta hand om svenska medborgare som ville flytta tillbaka till Sverige inför det stundande andra världskrigets utbrott. 1988, i samband med sitt 50-årsjubileum, ändrades namnet till Svenskar i Världen.  
Styrelseordförande är Louise Svanberg (augusti 2019-) och generalsekreterare är Cecilia Borglin (oktober 2018-). 
Tidigare ordförande: Tuve Johannesson (2014-19), Michael Treschow (2011-14), Ulf Dinkelspiel (2004-11), Peter Forssman (2000-04), Ove Heyman (1994-2000), Gunilla Masreliez-Steen (1993-94), Carl de Geer (1988-93), Arne Eriksson (1985-88), Bo Ehrner (1977-85), Johan Paues (1961-77), Hanna Rydh (1960-61), Hugo von Heidenstam (1956-60), Erik Nylander (1944-56) och Emil Sandström (1938-44)
Tidigare generalsekreterare: Karin Ehnbom-Palmquist (2008-18), Örjan Berner (2003-08), Christer Jacobson (1998-2003), Gertrud Wincrantz-Wernstedt (1996-98), Britt Engman (1994-96), Gudrun Torstedahl (1985-94), Jan-Otto Modig (1980-85), Per Zethelius (1964-80), Bo Lindman (1946-64), Torsten Segerstråle (1946), Ernst Svedelius (1940-46) och Edward Payron (1938-40).

## Föreningens verksamhet
Svenskar i Världen är en ideell och politisk oberoende organisation som etablerades 1938. Organisationen verkar för att öka och tillvarata internationell erfarenhet genom att bedriva påverkansarbete, vara remissinstans och ge information och stöd till nytta för de närmare 700 000 svenskar som studerar, arbetar eller av andra skäl bor utomlands, men också för de som återvänder till Sverige.    
Några av organisationens framgångar är rätten för utlandssvenskarna att delta i riksdagsvalen, rätten till dubbla medborgarskap, ändrad omräkningstabell för high school-betyg till svenska betygsskalan och att utskrivna svenskar ska kunna finnas kvar i Statens Personadressregister, SPAR.    
Svenskar i Världen är en medlemsorganisation. Deras arbete är helt beroende av stöd från företag, stiftelser och privatpersoner.    

## Årets Svensk i Världen
Sedan 1988 delar organisationen ut priset Årets svensk i världen. Bland pristagarna återfinns en rad berömda svenskar som Ingvar Kamprad, Astrid Lindgren, Margot Wallström, Zlatan Ibrahimović, Martin Lorentzon och Daniel Ek.[källa behövs]